# 相桥街道
相桥街道，是中华人民共和国陕西省西安市临潼区下辖的一个乡镇级行政单位。

## 行政区划
相桥街道下辖以下地区：
相桥社区、相桥村、宽荣村、申东村、北孙村、南孙村、铁王村、姚家村、朝阳村、新李村、枣张村、田市村、八里村、华次村、湾刘村、任家村、柴寨村、油郭村、北刘村、张八村和庙王村。